# David Weightman
David John Weightman (Brisbane, 28 de septiembre de 1971) es un deportista australiano que compitió en remo. Participó en los Juegos Olímpicos de Atlanta 1996, obteniendo una medalla de plata en la prueba de dos sin timonel.

## Palmarés internacional
| Juegos Olímpicos | Juegos Olímpicos         | Juegos Olímpicos | Juegos Olímpicos |
| Año              | Lugar                    | Medalla          | Prueba           |
| ---------------- | ------------------------ | ---------------- | ---------------- |
| 1996             | Atlanta (Estados Unidos) | Medalla de plata | Dos sin timonel  |